# بریجید کوسگی
بریجید کوسگی (انگلیسی: Brigid Kosgei؛ زادهٔ ۲۰ فوریهٔ ۱۹۹۴) دونده ماراتن اهل کنیا است.
وی در مسابقات کشوری و بین‌المللی در مجموع برندهٔ ۴ مدال طلا، ۲ مدال نقره شده‌است.